# Lasianthaea palmeri
Lasianthaea palmeri là một loài thực vật có hoa trong họ Cúc. Loài này được (Greenm.) K.M.Becker mô tả khoa học đầu tiên năm 1979.